# Samo par godina za nas
Samo par godina za nas – szósty album grupy Ekatarina Velika wydany w 1989 przez wytwórnię PGP-RTB. Nagrań dokonano w październiku i listopadzie 1988 w studiu "M" (Nowy Sad) oraz w styczniu 1989 w Milan (Benkovac). Reedycja CD z 1998 zawiera dodatkowo sześć utworów.

## Lista utworów
1. "Iznad grada" (sł. M. Mladenović, muz. Ekatarina Velika, M. Subotić) – 4:57
2. "Krug" (sł. M. Mladenović, muz. Ekatarina Velika, M. Subotić) – 3:09
3. "Srce" (sł. M. Mladenović, muz. Ekatarina Velika, M. Subotić) – 3:37
4. "Sinhro" (sł. M. Stefanović, muz. Ekatarina Velika, M. Subotić) – 4:11
5. "Nisam mislio na to" (sł. M. Stefanović, muz. Ekatarina Velika) – 5:30
6. "Par godina za nas" (sł. M. Mladenović, M. Stefanović, muz. Ekatarina Velika) – 4:10
7. "Amerika" (sł. M. Mladenović, muz. Ekatarina Velika, M. Subotić) – 5:10
8. "Ona i on i on i ja" (sł. M. Mladenović, muz. Ekatarina Velika, M. Subotić) – 4:18
9. "Ona mi je rekla" (sł. M. Mladenović, muz. Ekatarina Velika, M. Subotić) – 5:27
10. "Svetilište" (sł. Z. Rosić, muz. Ekatarina Velika, M. Subotić) – 3:22

CD 1998
1. "Iznad grada" (sł. M. Mladenović, muz. Ekatarina Velika, M. Subotić) – 5:10
2. "Srce" (sł. M. Mladenović, muz. Ekatarina Velika, M. Subotić) – 3:38
3. "Par godina za nas" (sł. M. Mladenović, M. Stefanović, muz. Ekatarina Velika) – 4:07
4. "Nisam mislio na to" (sł. M. Stefanović, muz. Ekatarina Velika) – 4:52
5. "Ona i on i on i ja" (sł. M. Mladenović, muz. Ekatarina Velika, M. Subotić) – 4:53
6. "Sinhro" (sł. M. Stefanović, muz. Ekatarina Velika, M. Subotić) – 4:02

- utwory 11-16 koncert "Avala Fest", Belgrad, wrzesień 1990.

## Skład
- Milan Mladenović – śpiew, gitara
- Margita Stefanović – instr. klawiszowe, śpiew
- Bojan Pečar – gitara basowa
- Žika Todorović – perkusja, instr. perkusyjne
- Theodore Yanni – gitara
- Mitar Subotić – śpiew
- Nera – śpiew
- Tanja Jovićević – śpiew
- Marko Milivojević – perkusja (11-16)

produkcja
- Mitar Subotić – produkcja
- Theodore Yanni – produkcja
- Ekatarina Velika – produkcja
- Jan Šaš – nagranie
- Milan Mladenović – nagranie